# Fast Five
Fast Five (også kendt som Fast & Furious 5 eller Fast & Furious 5: Rio Heist) er den femte film i den amerikanske actionfilmserie Fast & Furious. Manuskriptet er skrevet af Chris Morgan og instrueret af Justin Lin og havde premiere i 2011.
Det er fortsættelsen til de tidligere 4 film, som alle nogenlunde har delt navnet Fast and Furious. Fast Five skulle være slutningen på den ellers delvise berømte bil/race serie.
Blandt medvirkende skuespillere er : Vin Diesel, Paul Walker, Tyrese Gibson, Dwayne Johnson, Michelle Rodriguez, Jordana Brewster og Ludacris.